# Les joguines més boniques
"Les joguines més boniques" (títol original en anglès "The Most Toys") és el 22è episodi de la tercera temporada de la sèrie de televisió de ciència-ficció estatunidenca Star Trek: La nova generació, i el 70è de tota la sèrie, que es va emetre originalment el 5 de maig de 1990, en redifusió als Estats Units. Va ser dirigit per Tim Bond amb un guió escrit per Shari Goodhartz.
Ambientada al segle XXIV, la sèrie segueix les aventures de la tripulació de la nau de la Flota Estel·lar de la Federació Enterprise-D sota el comandament del capità Jean-Luc Picard. En aquest episodi el tinent comandant Data (Brent Spiner) és segrestat per un col·leccionista obsessiu, que fa creure que la tripulació de l' Enterprise creu que Data va ser destruït en un accident de llançadora. El títol de l'episodi fa referència a una cita popular als anys 80, "Qui mor amb més joguines guanya".

## Argument
L’Enterprise-D és cridada per ajudar la colònia del planeta Beta Agni II amb el seu subministrament d'aigua contaminada. Es troben amb el comerciant Kivas Fajo (Saul Rubinek) que té el compost extremadament rar necessari per neutralitzar la contaminació. La substància volàtil no es pot transportar a bord, de manera que el tinent comandant Data (Brent Spiner) s'encarrega de fer diversos viatges amb llançadora per recollir-la. Just abans de l'últim viatge, Data és segrestat i la seva llançadora està preparada per explotar. La tripulació de Enterprise creu que està mort i segueix la seva missió a la colònia.
Fajo reactiva Data i es troba amb ell, que explica que recull objectes rars i valuosos com el mateix Data. La "galeria" on es mostrarà Data té una porta blindada que impedeix la fugida i el propi Fajo està protegit per un camp de força personal que impedeix que Data l'ataqui físicament. Fajo pregunta a Data si és capaç de matar, i Data afirma que està programat amb "un respecte fonamental per la vida en totes les seves formes". Data continua desafiant els intents de Fajo de convertir-lo en objecte de visualització. Fajo mostra a Data un disruptor Varron-T, una arma prohibida per causar una mort extremadament dolorosa, i convoca el seu assistent Varria. A només uns segons que en Fajo utilitzi el disruptor a Varria, Data accepta seguir les ordres de Fajo.
La tripulació lamenta la pèrdua del seu amic. Picard i Riker seleccionen Worf com a substitut de Data. Geordi i Wesley assenyalen que Data no va seguir els procediments estàndard abans de l'explosió, cosa que suggereix que alguna cosa va malament. A la colònia contaminada, la tripulació de l' Enterprise descobreix que la contaminació s'havia causat deliberadament. Dedueixen que Fajo va causar el brot i va utilitzar la cura per atraure l' Enterprise i a Data cap a ell.
Varria ajuda a Data a escapar, però Fajo és alertat i mata Varria amb el disruptor. Després que Data reculli el disruptor de Varria, Fajo amenaça amb matar més dels seus assistents si Data no compleix les seves demandes. Fajo incita a Data perquè li dispari, creient que la seva programació no li permetrà i la seva manca d'emocions no el portarà a matar per venjança. Data conclou fredament que no pot permetre que Fajo mati altres i apunta el disruptor a Fajo. Arriba l' "Enterprise" i de sobte envia Data a bord. El comandant Riker pregunta per què el seu disruptor s'estava descarregant, i Data suggereix de manera enigmàtica que alguna cosa podria haver passat durant el transport. Fajo és detingut i totes les seves possessions són retornades als seus legítims propietaris.

## Repartiment i doblatge al català
La sèrie va ser doblada al català pels estudis Tramontana (primera part) i Soundtrack (segona part) i emesa a TV3 l’any 1991. Els dobladors de l'episodi foren:
| Personatge      | Actor/actriu     | Veu en català         |
| --------------- | ---------------- | --------------------- |
| Jean-Luc Picard | Patrick Stewart  | Joan Crosas           |
| William Riker   | Jonathan Frakes  | Antoni Forteza        |
| Data            | Brent Spinner    | Joaquim Sota          |
| Geordi La Forge | LeVar Burton     | Aleix Estadella       |
| Worf            | Michael Dorn     | Enric Arquimbau       |
| Beverly Crusher | Gates McFadden   | Aurora Garcia         |
| Deanna Troi     | Marina Sirtis    | Victòria Pagès        |
| Wesley Crusher  | Will Wheaton     | Roger Pera            |
| Kivas Fajo      | Saul Rubinek     | Enric Isasi Isasmendi |
| Varria          | Jane Daly        | Marta Calvó           |
| Toff            | Nehemiah Persoff | Manel Català          |
| Miles O'Brien   | Colm Meaney      | Xavier Fernández      |

## Producció
El títol de l'episodi prové d'una dita popular que es trobava als adhesius de para-xocs i a les samarretes dels anys vuitanta que deia: "Qui mor amb més joguines guanya."  La cita es va atribuir originalment a l'extravagant milionari Malcolm Forbes. El nom del personatge Kivas Fajo prové de la coordinadora del guió Lolita Fatjo, i un mineral esmentat com a element que Spock distribueix per a l'episodi Els salvadors, salvats.
L'escriptora Shari Goodhartz no estava satisfeta amb el final i desitjava haver pogut inventar alguna cosa més intel·ligent, trobant-lo una mica massa convenient. Spiner va estar d'acord amb Goodhartz que Data va disparar Fajo a propòsit, però els productors volien que es mantingués ambigu. Goodhartz va dir: "Si tingués l'oportunitat de tornar-ho a fer, amb tota l'experiència que tinc al darrere ara, argumentaria apassionadament perquè les accions de Data i les seves conseqüències haguessin estat més clares i, amb sort, més provocatives".
David Rappaport, un conegut actor britànic nah, havia estat originalment seleccionat per al paper de Kivas Fajo. Rappaport va lluitar amb la depressió durant la seva vida, i va intentar suïcidar-se poc després de filmar algunes escenes com Fajo. (Rappaport es va suïcidar més tard el 2 de maig de 1990, tres dies abans de l'emissió d'aquest episodi). Saul Rubinek va ser contractat per assumir el paper i completar l'episodi. Les escenes rodades amb Rappaport es van incloure en un rodet especial In Memoriam al disc cinc del conjunt de Blu-ray TNG de la tercera temporada.
El supervisor de maquillatge, Michael Westmore, havia dissenyat un aspecte alienígena per a Rappaport, però quan es va reformular el paper no hi va haver prou temps per recrear les pròtesis alienígenes per a un altre actor i es va haver de conformar amb un petit tatuatge facial. A més, l'assistent de Fajo, Varria, tenia una cara aplanada i unes antenes que li sortien del front, que es van teixir en un pentinat alienígena. A l'actriu Jane Daly no li agradava portar el maquillatge o el pentinat elaborat i, quan el vestit va ser aprovat, va convèncer Gene Roddenberry perquè tragués les antenes i canviés el pentinat. Westmore va dir que en comptes de semblar extraterrestres es van quedar amb "una dona amb la cara plana i un pentinat d'Annette Funicello" i va comparar l'aspecte amb una víctima d'un accident de cotxe, i va assenyalar que van inserir una línia al guió per cobrir el terrible que semblava. Westmore va dir que era el seu episodi menys favorit de tot el seu treball a Star Trek..
Les obres d'art famoses apareixen en gran manera en aquest episodi, per demostrar el gust de Fajo pel que considera únic i valuós.
- Entre els artefactes que ha recollit Fajo, hi ha una còpia de La persistència de la memòria de Salvador Dalí. La còpia va ser creada per l'artista Elaine Sokoloff.
- Encara que no es veu mai, La nit estrellada de Vincent van Gogh s'esmenta per l'ordinador de l’Enterprise com un dels artefactes recollits per Fajo.
- En una petita escena abans d'aquella on Fajo amenaça de matar Varria amb un disruptor per tal que Data l'obeeixi, Data està mirant la famosa Mona Lisa de Leonardo da Vinci, intentant imitar el seu famós somriure enigmàtic.

## Recepció
Zack Handlen de The A.V. Club va donar a l'episodi una nota A−. Handlen va escriure que, d'alguna manera, l'episodi es podria considerar una variació de l'episodi La mesura humana, però que es manté força bé per si sol i aquesta "exploració subtil de caràcters" de Data li dóna el seu avantatge. Keith R.A. DeCandido va revisar l'episodi i li va donar un 8 sobre 10, elogiant el final ambigu i les actuacions de Spiner i Rubinek.
El 2014, io9 va classificar "Les joguines més boniques" com el 95è millor episodi de Star Trek a la seva llista dels 100 millors episodis de Star Trek..
El 2021, Robert Vaux escrivint per a Comic Book Resources va dir que es tractava d'un "episodi fort" de la temporada 3 i que posava a prova la moralitat de la tripulació.

## Mitjans casolans
L'episodi es va publicar amb la caixa del DVD de la tercera temporada de Star Trek: La nova generació, llançat als Estats Units el 2 de juliol de 2002. Tenia 26 episodis de la temporada 3 en set discos, amb una pista d'àudio Dolby Digital 5.1. Va ser llançat en Blu-ray d'alta definició als Estats Units el 30 d'abril de 2013.